# Agalliopsis gavia
Agalliopsis gavia är en insektsart som beskrevs av Kramer 1964. Agalliopsis gavia ingår i släktet Agalliopsis och familjen dvärgstritar. Inga underarter finns listade i Catalogue of Life.